# 総合地球環境学研究所
総合地球環境学研究所（そうごうちきゅうかんきょうがくけんきゅうしょ、英: Research Institute for Humanity and Nature、略号RIHN）は、地球環境問題を研究する国立研究所で、自然科学のほか人文科学・社会科学など総合的な観点から取り組む。略称は地球研。大学共同利用機関法人人間文化研究機構を構成する。本拠地京都府京都市北区、公式キャラクターは大根と犬を掛け合わせたような見た目をしている「ちきゅうけん」。事業計画の骨子を「未来設計イニシアティブ」と名付け、山野河海（さんやかかい）イニシアティブを率いる。

## プロジェクト群
2023年11月時点で累計31件の研究プロジェクトを終了し、実施中の研究事業は合計8件である。研究事業はまず予備的な共同研究「インキュベーション研究」（IS）を行い、実行可能性を確かめる予備研究（FS）に進むと、次にプレリサーチ（1年前後）で準備に充てて、本格的な共同研究（フルリサーチ＝3–5年）が始まる。

## 沿革
1995年4月に地球環境科学を対象とする総合的中核的共同研究機関を設立するよう、学術審議会において建議され、「総合地球環境学研究所」を2001年4月1日に創設、京都大学構内に置く。翌2002年4月1日に旧京都市立春日小学校へ移転して活動を続け、大学共同利用機関法人人間文化研究機構に移管されたのは2004年4月1日付である。
専用の施設は2005年12月に京都市北区上賀茂に竣工、旧春日小学校から移転した（2006年2月）。
2010年には第3回『森林をめぐる伝統知と文化に関する国際会議』を主催。

## 未来設計イニシアティブ
社会のあるべき姿と未来をもたらす社会制度の提言を趣旨として、未来設計のシナリオ（循環型社会、低炭素社会、自然共生社会など）を掲げた。世界各国でどの目標を掲げるか検証するため認識科学と設計科学の立場をとり、理論を横断して取り組む（トランスディシプリナリティ）とする。重視する要素は未来可能性、地球システム、統合知であり、人間と自然系の相互作用を1つの環として把握し、多種多様な形態をおさえて制度を設計する。
イニシアティブは「風水土」「山野河海」（さんやかかい）「生存知」（せいぞんち）の3つを連ねる。また勉強会やセミナーなど統合知のコミュニティ作りは、以下の事業によって進めている。
- 基幹研究ハブ勉強会
- 未来設計イニシアティブ・セミナー
- 基幹プロジェクト・シンポジウム
- フォローアップ事業

| 年度 | CR | IS | FS      | PR      | FR |
| --- | -- | -- | ------- | ------- | -- |
| 2001 |    | 05 | 05      |         |    |
| 2002 |    | 02 | 05      | -       | 05 |
| 2003 |    | 15 | 04（1） | -       | 08 |
| 2004 |    | 11 | 05      | 01      | 10 |
| 2005 |    | 11 | 06（1） | 03      | 11 |
| 2006 |    | 06 | 08（1） | 05      | 14 |
| 2007 | 5  | 03 | 07（1） | 03      | 14 |
| 2008 | 8  | 11 | 03      | 02      | 14 |
| 2009 | 5  | 08 | 07（2） | 01      | 14 |
| 2010 | 3  | 06 | 10（3） | 01（1） | 14 |
| 2011 | 4  | 05 | 12（3） | 01（1） | 13 |
| 2012 | 8  | 06 | 08（2） | 0       | 11 |
| 年度 | CR | IS | FS      | PR      | FR |
| 凡例 - CR 終了した研究 IS以下は、進行順に統計を記す。カッコ内は年度の途中に開始した件数 - IS インキュベーション研究 - FS 予備研究 - PR プレリサーチ - FR 本研究 |    |    |         |         |    |

## 組織
研究部、研究基盤国際センター、管理部からなる。

### 提携機関
学術協定を次の結ぶ組織には以下を含む。
| 提携先               | 国・地域（プロジェクトの分類）       | 研究プロジェクト                                                                                      | 締結日        |
| -------------------- | ------------------------------------ | --- | ------------- |
| ボゴール農科大学     | インドネシア（研究プロジェクト）     | 「メガシティが地球環境に及ぼすインパクト — そのメカニズム解明と未来可能性に向けた都市圏モデルの提案」 | 2011年6月7日  |
| ハサヌディン大学     | インドネシア（基幹研究プロジェクト） | 「統合的水資源管理のための『水土の知』 を設える（しつらえる）                                         | 2011年7月26日 |
| 雲南健康と発展研究会 | 中国（研究プロジェクト）             | 「熱帯アジアの環境変化と感染症」                                                                      | 2011年8月4日  |
| 紅海大学             | スーダン（研究プロジェクト）         | 「アラブ社会におけるなりわい生態系の研究 — ポスト石油時代に向けて」                                   | 2011年10月4日 |

## 歴代所長
代数、氏名と着任日を記す。
- 初代　日高敏隆（2001年4月1日 ）
- 2代　立本成文（2007年4月）
- 3代　安成哲三（2013年4月）
- 4代　山極壽一（2021年4月）

## 主な出版物
定期刊行物
- 『地球研ニュース』（Humanity & Nature Newsletter）

一般書
- 〈地球研叢書〉昭和堂[注釈 2]
  - 山村則男 編『生物多様性どう生かすか —保全・利用・分配を考える』、2011年10月。

研究報告書
インキュベーション研究
- 竹内 望『変化と安定 : 我々はなぜ環境の変化をおそれるのか? ：一般共同研究報告書』総合地球環境学研究所〈変化と安定プロジェクト〉、2006年。 NCID BB08505125。

一般共同研究
- 佐藤 洋一郎 著、総合地球環境学研究所 編『農業が環境を破壊するとき‐ユーラシア農耕史と環境』〈総合地球環境学研究所プロジェクト〉2007年。 NCID BB0180481X。
- 『里山と多様性山野河海イニシアティブ ：総合地球環境学研究所第3回森林をめぐる伝統知と文化に関する国際会議』2010年。 NCID BB08339172。別題、[Research Institute for Humanity and Nature: International conference on Forest Related Traditional Knowledge and Culture in Asia ].
  - 別題『San-ya-ka-kai Initiative: RIHN San-ya-ka-kai Initiative, the Third International Conference on Forest Related Traditional Knowledge and Culture in Asia』、Research Institute for Humanity and Nature.
- 谷田貝亜紀代『平成22年度終了成果報告書：アジアの水資源への温暖化影響評価のための日降水量グリッドデータの作成』環境庁〈環境研究総合推進費研究〉、2017年5月8日。CRID 1690857923905151872。2023年12月1日閲覧。A-0601。研究実施期間：2006年-2010年度（平成18年–22年度[注釈 3]）

紀要その他
- 『総合地球環境学研究所（仮称）の構想について : 最終報告』総合地球環境学研究所（仮称）創設調査委員会 編、2001年、NCID BA58079917。
  - 『総合地球環境学研究所（仮称）の構想について : 中間報告』総合地球環境学研究所（仮称）創設調査委員会 編、2000年、NCID BA48676975。
- 『総合地球環境学研究所要覧』2001年、ISSN 2185-8047、NCID AA12357875。
- 『外部評価報告書 : 大学共同利用機関法人人間文化研究機構総合地球環境学研究所』、2014年、NCID BB25225475。